# Cromosfera

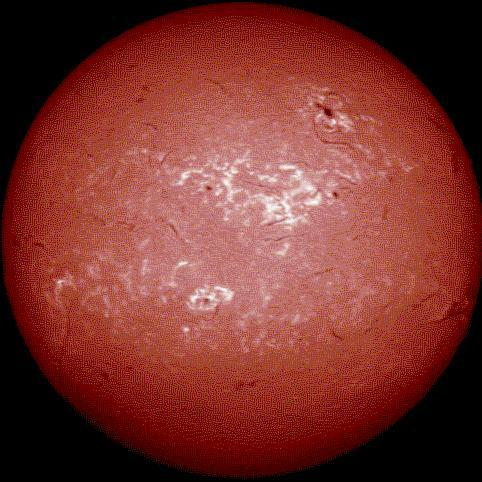
cromosfera

Cromosfera é uma das camadas solares. Constitui-se de uma camada irregular que se estende por mais de 10 mil quilômetros acima da fotosfera. É uma região de transição entre a fotosfera e a coroa solar. Sua temperatura pode variar de 4 mil Kelvin e 20 mil Kelvin. Na camada da cromosfera observam-se formações de grande interesse. Diferentemente das formações da fotosfera, podem ser vistas algumas linhas espectrais de hidrogênio e de cálcio.

## Índice de atividade cromosférica
O índice de atividade cromosférica é um parâmetro que indica o nível de atividade magnética na cromosfera de uma estrela. Uma forma de medir a atividade magnética é com o índice log R′HK, onde R′HK é a razão entre a largura equivalente das linhas H e K de cálcio ionizado (Ca I), corrigidas da emissão da fotosfera, e o fluxo bolométrico da estrela. O nível de atividade cromosférica está fortemente anticorrelacionado com período de rotação e idade, sendo usado como uma forma de estimar idades de estrelas. Valores típicos de log R′HK são de −4,0 para as estrelas mais jovens e ativas, e de menos de −5,0 para as mais inativas. O índice log R′HK do Sol tem um valor médio de −4,91, com uma variação entre −4,96 e −4,83 devido ao ciclo solar.